# Toyota bZ5
Toyota bZ5 (до початку виробництва - Toyota bZ3C) - електромобіль-кросовер з купеподібним кузовом, що випускається спільним підприємством FAW Toyota з 2025 року. Є частиною серії bZ.

## Опис

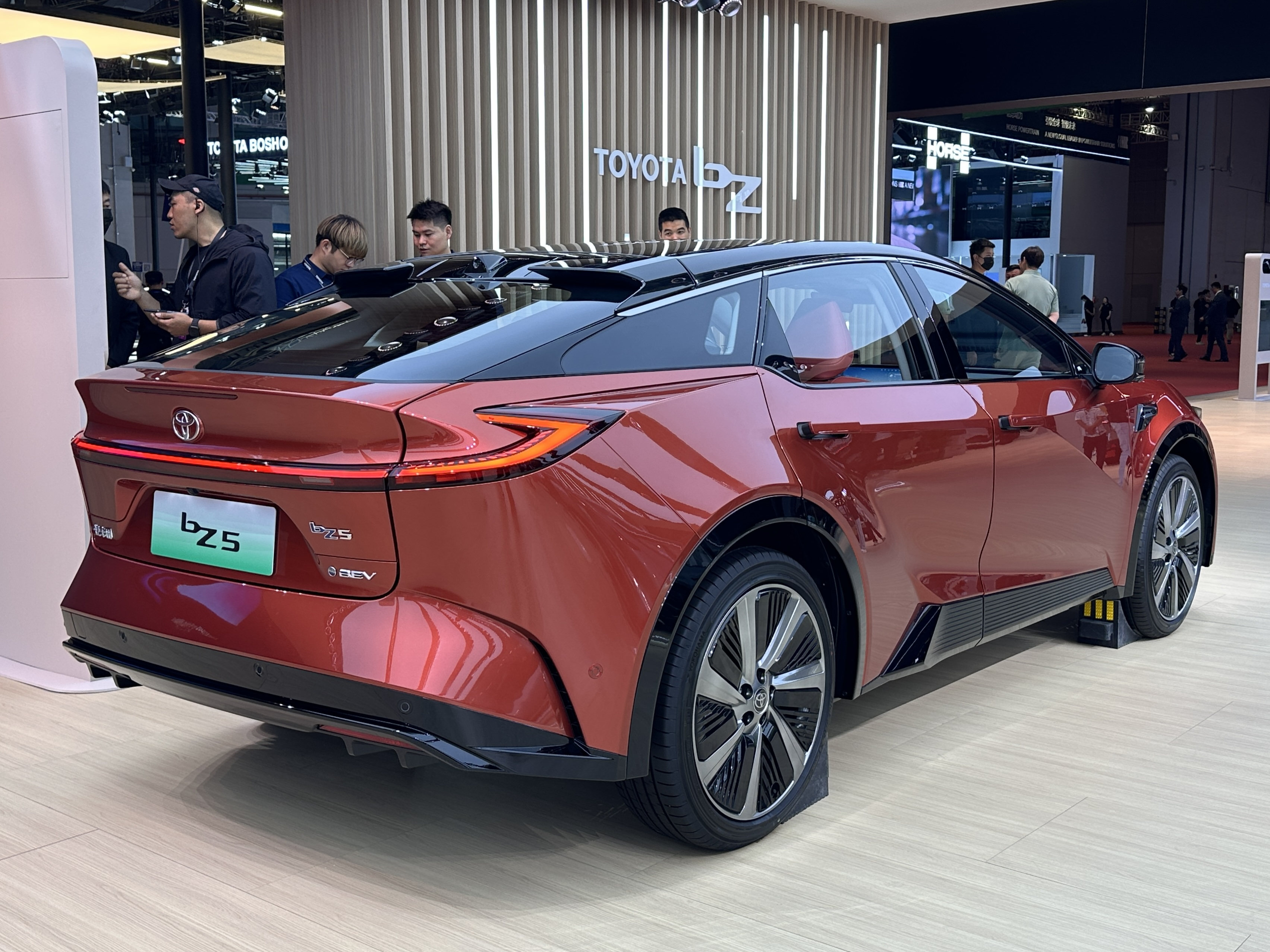
Toyota bZ5

Toyota bZ3C був представлений у квітні 2023 року у вигляді концепт-кара bZ Sport Crossover Concept. Передсерійну версію було представлено у квітні 2024 року на Пекінському автосалоні поряд з bZ3X. Toyota bZ3C спільно розроблений компаніями Toyota, BYD Auto (через BYD Toyota EV Technology (BTET)) та FAW Toyota. Після bZ3 це друга модель, що спільно випускається компаніями BYD і Toyota.
Toyota bZ3C має «модний» зовнішній вигляд з дахом, що «парить». Оздоблення салону яскравіше, ніж у bZ3X.
Як і bZ7, bZ5 поділяє платформу e-TNGA з іншими автомобілями bZ.

## Двигун
- 1×BYD TZ200-XS003 (BEAG11L) 272 к.с. акумулятор ємністю 73.98 кВт*год (LFP) автономність 550–630 км (виміри по китайському циклу CLTC)